# GSC5961-2766
GSC5961-2766 — хімічно пекулярна зоря спектрального класу A2, що має видиму зоряну величину в смузі V приблизно 10,8.